# Afonso de Carvalho
Francisco Afonso de Carvalho (18 de outubro de 1897 – 1953) foi um militar e político brasileiro. Ocupou o cargo de governador do Estado do Alagoas no período de 10 de janeiro de 1933 a 2 de março de 1934.
Exerceu o mandato de deputado federal constituinte por Alagoas em 1946.